# Handball Korea League 2017
Die Handball Korea League 2017 (vollständiger Name nach dem Hauptsponsor SK Handball Korea League 2017) war die 7. Spielzeit der südkoreanischen Spielklasse im Handball der Männer. Die Saison begann am 3. Februar 2017 und endete mit den Final-Spielen am 12. Juli 2017.
Titelverteidiger war Doosan HC.

## Modus
In dieser Saison spielten 5 Mannschaften im Modus „Jeder gegen Jeden“ mit je zwei Heim- und Auswärtsspiel um die Meisterschaftsspiele. Der Meister wurde über die Meisterschaftsspiele erspielt. Bei Punktgleichheit entscheidet die bessere Tordifferenz.

## Saison

### Reguläre Saison
| Pl. | Verein               | Sp. | S  | U | N  | Tore      | Diff. | Punkte  |
| --- | -------------------- | --- | -- | - | -- | --------- | ----- | ------- |
| 1.  | Doosan HC (M)        | 16  | 14 | 1 | 1  | 0389:3190 | +70   | 029:30  |
| 2.  | IDTC HC              | 16  | 8  | 2 | 6  | 0352:3330 | +19   | 018:140 |
| 3.  | SK Hawks             | 16  | 9  | 0 | 7  | 0366:3540 | +12   | 018:140 |
| 4.  | Sangmu Phoenix HC    | 16  | 4  | 1 | 11 | 0322:3720 | −50   | 09:230  |
| 5.  | Chungnam Sportrat HC | 16  | 3  | 0 | 13 | 0312:3630 | −51   | 06:260  |

| Legende |                                                  |
|         | Teilnahme an den Final-Meisterschaftsspielen     |
|         | Teilnahme an den Halbfinal-Meisterschaftsspielen |
| (M)     | Südkoreanischer Meister 2016                     |

## Meisterschafts-Spiele

### Halbfinale
Im Halbfinale der Meisterschaftsspiele spielte der Zweit- gegen den Drittplatzierten der Regulären Saison. Der Gewinner qualifizierte sich für das Meisterschafts-Finale. Das Hinspiel wurde am 5. Juli und das Rückspiel wurde am 7. Juli 2017 ausgetragen.
Hinspiel
|         | Ergebnis |          |
| ------- | -------- | -------- |
| IDTC HC | 23:24    | SK Hawks |

Rückspiel
|         | Ergebnis |          |
| ------- | -------- | -------- |
| IDTC HC | 33:23    | SK Hawks |

### Finale
Im Finale der Meisterschaftsspiele spielte der Gewinner des Halbfinal-Spieles gegen den Erstplatzierten der Regulären Saison. Der Gewinner wurde Südkoreanischer Handball-Meister. Das Hinspiel wurde am 9. Juli und das Rückspiel wurde am 12. Juli 2017 ausgetragen.
Hinspiel
|           | Ergebnis |         |
| --------- | -------- | ------- |
| Doosan HC | 21:22    | IDTC HC |

Rückspiel
|           | Ergebnis |         |
| --------- | -------- | ------- |
| Doosan HC | 24:20    | IDTC HC |

### Gewinner
| Meister der HKL 2017 |
| -------------------- |
| Doosan HC            |
| 6. Titel             |